# Janaina Mello Landini
Janaina Mello Landini (20 de setembro de 1974) é uma artista visual contemporânea brasileira. 
O trabalho da artista parte da apreensão semiótica das forças naturais e do comportamento humano para refletir sobre a complexidade do 1, do individual e singular, ao criar uma linguagem que incorpora noções em torno da relação entre frequência, ritmo e tempo, mostrando a interconexão infinita das trajetórias individuais em um sistema, na sociedade ou no nosso planeta. Suas obras transitam entre diferentes escalas, do objeto aos espaços públicos.
Nos últimos anos, exibiu seus trabalhos em exposições no Brasil, França, Holanda, Estados Unidos e Emirados Árabes. Seu trabalho participa de coleções privadas e institucionais como o Museu de Arte do Rio, a Fondation Carmignac e BIC Collection na França e na sede do Facebook em Menlo Park. Suas principais exposições foram no Palais de Tokyo em Paris, no castelo de Chaumont-sur-Loire, na 13ª edição da Bienal do Mercosul e na Zipper Galeria.

## Carreira
Janaina de Mello Castro Landini nasceu em São Gotardo, Minas Gerais. Graduou-se em arquitetura em 1999 e cursou Belas Artes de 2004 a 2007, ambas na Universidade Federal de Minas Gerais. Em Belo Horizonte, trabalhou como arquiteta por dez anos e criou cenografias e figurinos em algumas peças de teatro e filmes de propaganda entre 2003 e 2006. Em 2010, Janaina fez direção de arte do longa-metragem Deserto Azul de Eder Santos. Em seguida, coordenou a produção das montagens artísticas em Inhotim e foi diretora de design de produtos da loja do mesmo instituto. Em 2013, mudou-se para São Paulo para se dedicar exclusivamente à própria arte.    

#### Ciclotramas
Em 2010, Janaina iniciou sua experimentação de desenhar no espaço quadridimensional utilizando a tensão física, a torção de fios, pregos e nós para tocar em temas como interconectividade e interdependência, e sobre as telas, o desenho se transforma num misto de pintura, escultura e bordado. Ciclotrama é um neologismo da própria artista para se referir a construção de uma estrutura esquemática, fractal e binária, que tende a um infinito potencial. 
Como ato, "ciclotramar" é uma ação continuada de longa duração que consiste em dividir o todo e suas partes como na mereologia, estabelecendo uma relação com a prática artesanal, desmembrando uma corda sucessivamente em dois grupos até que sua unidade indivisível fique aparente e sustente todo o sistema. As Ciclotramas são pensadas a partir de sua condição de linguagem, uma ferramenta do repertório criado pela artista para o exercício de hermenêutica, costurando diferentes concepções formais epistemológicas, ontológicas e metafísicas num entendimento mais relativista, autônomo e poético que estas formas evocam. 
As primeiras Ciclotramas da série Impregnação representaram o pensamento analítico dos conceitos de cálculo infinitesimal utilizando a forma das árvores binárias, onde a individuação de cada fio de uma corda pode ser visível dentro de conjunto maior. Em seguida, a série Aglomeração surge a partir das imagens trazida pelo atlas de anatomia humana e cirurgia de J.M.Bourgery e N.H.Jacob, onde a anatomia dos órgãos revela que as veias são estruturas semelhantes às Ciclotramas e esta forma está diretamente ligada à hidrodinâmica, revelada por Leonardo da Vinci ao tentar desenhar árvores, sendo o sangue um fluido, assim como a água dos rios e a seiva das plantas e do micélio. Surge-se a sobreposições das tramas criando uma estrutura mais próxima de um rizoma.
Na série Palíndromo, cujas extremidades foram ambas "ciclotramadas", formaliza-se a leitura cíclica entre fio versus corda versus fio, trazendo um viés hermético, onde todos os fios que estão de um lado também estão do outro lado da corda. A série Mãe Natureza destaca o palíndromo. Numa referência aos haplogrupos ou a árvore genealógica, estas Ciclotramas colocam em questão uma escala que ultrapassa o ciclo da vida individual mas que ao mesmo tempo o compõe.
Na série Expansão, cordas de diferentes constituições apoiadas sobre o chão sobem em direção à tela feita de vela náutica, bordada com as linhas da rosa dos ventos, faz-se referência às cartas náuticas de Portulano, delimitando cada uma das cordas suas próprias projeções cartográficas como referência a este novo modo solipsista de estar no mundo através das redes de internet. Na série Superestrato, camadas volumosas e biomórficas são engendradas a partir de fios de tipos diversos e configuram corpos complexos.
Na série Clusters, a margem vazia das telas sugere a ideia de representação de um recorte de algo muito maior e introduz o conceito de relação de ordem entre indivíduos distintos Na série Imanência, a visão conceitual do plano de imanência de Deleuze e Guattari guia a pesquisa. A ideia da singularidade de “uma vida” trazida pelo autores, se faz presente no corpo colorido de uma das tramas em meio a tantas outras tramas monocromáticas que se espalham para além das bordas da tela.  
A série dos Diálogos acontecem pela afinidade conceitual. A progressão geométrica dos fios da trama foi substituída pela sequência de Fibonacci em diálogo com o matemático Leonardo Fibonacci. A aproximação com a pesquisa do neurocientista Santiago Ramon y Cajal também provocou um diálogo sobre a configuração dos neurônios cerebrais. 
Este pensamento sistêmico é a essência do campo de afeto de uma Ciclotrama. Em última análise, não se trata de representar metáforas, mas de criar um sistema abstrato desses temas e fenômenos equivalentes.

#### Labirintos
Em 2009, iniciou a série dos Labirintos que se manteve complementar à pesquisa das Ciclotramas. Enquanto as Ciclotramas são pensadas de maneira calculada e interdependente e o resultado tem aparência biomórfica, os Labirintos são pensados de forma fluida e rizomática, pois suas perspectivas são impossíveis de existir na realidade, portanto possui um resultado é cartesiano.
A artista iniciou o exercício de invenção de uma perspectiva inspirada num palácio da memória, o percurso começa a partir de lugar real do mundo, como um quarteirão de uma cidade ou um apartamento. Num movimento mental de busca em profundidade, o espaço conhecido é registrado, somando-se o que se vê a cada esquina ou nó, nesse caso, desconsiderando detalhes, se atendo apenas ao traçado dos espaços não edificados, espaços negativos ou ainda dos espaços permeáveis das possibilidades de ir e vir. Por consequência as vias se formam esquematicamente através dos elementos relativos aos espaços edificados, impermeáveis ou espaços positivos, como descrito no livro de Marc Augè, o Não-Lugar, e fazendo referência ao conceito criado por Christopher Alexander.
A tela, apresenta ao expectador uma perspetiva central que converge à uma centralidade mas não a um ponto de fuga, onde se apresentam somados vários pontos de observação, ao mesmo tempo numa única linha de visada. Esse labirinto descortinado permite que o olhar da pessoa entre e saia pelas vias, podendo se colocar em todos os lugares ao mesmo tempo. Estes são chamados Labirintos Rizomáticos.
Para a criação destes quadros a artista utiliza fitas de cetim de diferentes cores e larguras, tensionadas e fixadas na borda do chassi. Os desenhos são produzidos através do cruzamento das fitas sobre e sob a superfície como uma trama, ao final, as fitas recebem uma camada escurecedora à base de carvão mineral para diminuir o brilho e revelar a trama posterior. O cetim utilizado nas telas funciona como um elemento apurador: o material reflete a luz de acordo com a posição do olhar; à medida que o espectador passa, a incidência luminosa altera os corredores criados pela perspectiva.
Em 2016, a artista apresentou a série Labirintos Sintrópicos na Zipper Galeria. Utilizando pregos e fios elásticos, ela realizou um conjunto especial de obras em cetim, partindo de sua pesquisa sobre os Labirintos Rizomáticos.

#### Espaço Preso
Em Espaço Preso, a artista reviveu uma de suas instalações da série Ludic Spaces ou Labirintos da Maldade concebida no início dos anos 2000. Estas instalações tinham como ponto principal a elaboração de um espaço que proponha a ativação de uma relação afetiva pela via da conexão indivíduo-meio. Espaço Preso foi o único da série já construído. A primeira versão aconteceu em 2011 no Palácio das Artes em Belo Horizonte, no Festival Eletrônica. Em 2022, a instalação foi apresentada na Zipper Galeria em São Paulo e também na 13ª edição da Bienal do Mercosul em Porto Alegre.
A instalação da artista permitiu ao visitante passear por uma sala com uma entrada e uma saída claramente visíveis. O interior, contudo, foi entrecortado por uma sequência de "grupos de força", estruturas conceitualmente construídas por conjuntos de elásticos que se repetem e se somam no espaço, criando uma aparência caótica.

À medida que o corpo avança nesse emaranhado, os conjuntos elásticos se deformam e ressonam no espaço, criando novas camadas de experiência. A sonoridade que surge a partir da vibração dos elásticos é um dos pontos fundamentais do trabalho. O músico percussionista Paulo Santos criou uma composição musical com durações variadas em 16 canais distribuídos em sensores que vão se ativando e se somando pela movimentação do corpo como num rastro sonoro que pode ser conduzido do estado mais harmônico ao estado cacofônico, mas sempre aleatório.